# Pierre Gabaye
Pierre Gabaye (* 20. Februar 1930 in Paris; † 1. November 2019 in Chamonix) war ein französischer Komponist.

## Leben
Pierre Gabaye studierte am Pariser Konservatorium bei Simone Plé-Caussade und Tony Aubin und gewann 1956 mit der Kantate Le Mariage forcé nach Molière den Ersten Second Grand Prix de Rome. Um die gleiche Zeit erhielt er den Ersten Kompositionspreis des Concours des moins de 20 ans des Le Guide du Concert, zweimal den ersten Preis des von Radio Television France veranstalteten Concours de musique symphonique légère, den Ersten Publikums- und Jurypreis des Concert référendum Pasdeloup und den Ersten Preis im Fach Klavier beim Concours international de jazz.
Von 1970 bis 1995 leitete er die Abteilung für leichte Musik bei Radio France, daneben unterrichtete er am örtlichen Konservatorium von Le Vésinet. Der Hauptteil seines kompositorischen Werkes, das neben Kammermusik auch Werke in sinfonischer Besetzung umfasst, entstand in den 1950er und 1960er Jahren. Seine letzte Komposition Marche pommarde stammt aus dem Jahr 1988.

## Werke
- Suite SNCF für Streichorchester, 1955
- Noquimé für großes Orchester, 1955
- Images siciliennes für Orchester, 1956
- Le Mariage forcé, Kantate für Sopran, Bariton, Bass und Orchester, 1956
- Suite Catovienne für Orchester, 1956
- Sonatine Piano Hautbois 1956
- Scherzo Rhapsodie für Orchester, 1956
- Rivages für Orchester, 1956
- Violons mistral für Orchester, 1957
- La ruche magique für Orchester und Sprecher (Text von Germaine Arbeau-Bonnefoy), 1957
- Fjords für Streichorchester, 1958
- Boutade für Klavier und Trompete, 1957
- Complainte für Klavier und Trompete, 1957
- Etude pour rire für Klavier und Flöte, 1957
- Toccatina für Klavier und Fagott, 1957
- Récréation für Trompete, Horn, Posaune und Klavier, 1958
- Galop für Orchester, 1958
- Suite Gauloise für Blasorchester, Cello und Kontrabass, 1959
- Sérénade de Printemps für Klavier und Horn, 1959
- Printemps für Klavier und Violine, 1959
- Sonatine Piano Clarinette, 1959
- Tubabillage für Klavier, Tuba, Bassposaune, Saxhorn und Kontrabass, 1959
- Quintette für Flöte, Oboe, Klarinette, Horn und Fagott, 1959
- Maghreb für Orchester, 1959
- Symphonie Concertante für Flöte, Oboe, Horn, Fagott und Kammerorchester, 1960
- Sonatine Piano Trompette, 1961
- Suite RTF für Orchester, 1962
- Sonate Flûte Basson, 1962
- Les Armes de la nuit für Orchester, 1964
- Trois aubades für vier Klarinetten, 1964
- Feu d’artifice für Trompete, Orchester und Klavier, 1964
- Mylou „Concerto Harpe“ für Harfe und Kammerorchester, 1965
- Joyeuses vacances für Orchester, 1965
- Légende de Marguerite Myvatn für Orchester, 1965
- Etude de concert für Akkordeon, 1966
- Récital Express für zwei Klaviere, 1968
- Spécial pour trombone für Klavier und Posaune, 1969
- Quatre pièces tonales für vier Posaunen, 1971
- Fleurs de Printemps für Orchester, 1971
- Pièces tonales für Klavier, 1971
- Les douze tons für Klavier, Harfe und Schlagzeug, 1972
- Marche pommarde für Blasorchester, 1988